# 6.ª etapa de la Vuelta a España 2022
La 6.ª etapa de la Vuelta a España 2022 tuvo lugar el 25 de agosto de 2022 entre Bilbao y Pico Jano sobre un recorrido de 181,2 km. El vencedor fue el australiano Jay Vine del Alpecin-Deceuninck y el belga Remco Evenepoel se convirtió en el nuevo líder de la prueba.

## Clasificación de la etapa
| Bilbao - Pico Jano (Besaya) | etapa de montaña | (181,2 km) |

| \| Clasificación de la etapa \| Clasificación de la etapa \| Clasificación de la etapa \| Clasificación de la etapa \| Clasificación de la etapa \| \| Ciclista \| Ciclista \| Equipo \| Tiempo \| \| \| ------------------------- \| ------------------------- \| ------------------------- \| ------------------------- \| ------------------------- \| \| 1.º \| Jay Vine \| Alpecin-Deceuninck \| 4 h 38 min 00 s \| \| \| 2.º \| Remco Evenepoel \| Quick-Step Alpha Vinyl \| + 15 s \| \| \| 3.º \| Enric Mas \| Movistar Team \| + 16 s \| \| \| 4.º \| Juan Ayuso \| UAE Team Emirates \| + 55 s \| \| \| 5.º \| Primož Roglič \| Jumbo-Visma \| + 1 min 37 s \| \| \| 6.º \| Pavel Sivakov \| Ineos Grenadiers \| + 1 min 37 s \| \| \| 7.º \| Tao Geoghegan Hart \| Ineos Grenadiers \| + 1 min 37 s \| \| \| 8.º \| Jai Hindley \| Bora-Hansgrohe \| + 1 min 37 s \| \| \| 9.º \| Carlos Rodríguez \| Ineos Grenadiers \| + 1 min 37 s \| \| \| 10.º \| Simon Yates \| BikeExchange-Jayco \| + 1 min 37 s \| \| |                    |                        |                 |
| |                    |                        |                 |
| Fuente: ProCyclingStats |                    |                        |                 |
| Clasificación de la etapa |                    |                        |                 |
| Ciclista | Ciclista           | Equipo                 | Tiempo          |
| 1.º | Jay Vine           | Alpecin-Deceuninck     | 4 h 38 min 00 s |
| 2.º | Remco Evenepoel    | Quick-Step Alpha Vinyl | + 15 s          |
| 3.º | Enric Mas          | Movistar Team          | + 16 s          |
| 4.º | Juan Ayuso         | UAE Team Emirates      | + 55 s          |
| 5.º | Primož Roglič      | Jumbo-Visma            | + 1 min 37 s    |
| 6.º | Pavel Sivakov      | Ineos Grenadiers       | + 1 min 37 s    |
| 7.º | Tao Geoghegan Hart | Ineos Grenadiers       | + 1 min 37 s    |
| 8.º | Jai Hindley        | Bora-Hansgrohe         | + 1 min 37 s    |
| 9.º | Carlos Rodríguez   | Ineos Grenadiers       | + 1 min 37 s    |
| 10.º | Simon Yates        | BikeExchange-Jayco     | + 1 min 37 s    |

## Clasificaciones al final de la etapa

### Clasificación general
| \| Clasificación general \| Clasificación general \| Clasificación general \| Clasificación general \| Clasificación general \| \| Ciclista \| Ciclista \| Equipo \| Tiempo \| \| \| --------------------- \| --------------------- \| ---------------------- \| --------------------- \| --------------------- \| \| 1.º \| Remco Evenepoel \| Quick-Step Alpha Vinyl \| 20 h 50 min 07 s \| \| \| 2.º \| Rudy Molard \| Groupama-FDJ \| + 21 s \| \| \| 3.º \| Enric Mas \| Movistar Team \| + 28 s \| \| \| 4.º \| Primož Roglič \| Jumbo-Visma \| + 1 min 01 s \| \| \| 5.º \| Juan Ayuso \| UAE Team Emirates \| + 1 min 12 s \| \| \| 6.º \| Pavel Sivakov \| Ineos Grenadiers \| + 1 min 27 s \| \| \| 7.º \| Tao Geoghegan Hart \| Ineos Grenadiers \| + 1 min 27 s \| \| \| 8.º \| Carlos Rodríguez \| Ineos Grenadiers \| + 1 min 34 s \| \| \| 9.º \| Simon Yates \| BikeExchange-Jayco \| + 1 min 52 s \| \| \| 10.º \| João Almeida \| UAE Team Emirates \| + 1 min 54 s \| \| |                    |                        |                  |
| |                    |                        |                  |
| Fuente: ProCyclingStats |                    |                        |                  |
| Clasificación general |                    |                        |                  |
| Ciclista | Ciclista           | Equipo                 | Tiempo           |
| 1.º | Remco Evenepoel    | Quick-Step Alpha Vinyl | 20 h 50 min 07 s |
| 2.º | Rudy Molard        | Groupama-FDJ           | + 21 s           |
| 3.º | Enric Mas          | Movistar Team          | + 28 s           |
| 4.º | Primož Roglič      | Jumbo-Visma            | + 1 min 01 s     |
| 5.º | Juan Ayuso         | UAE Team Emirates      | + 1 min 12 s     |
| 6.º | Pavel Sivakov      | Ineos Grenadiers       | + 1 min 27 s     |
| 7.º | Tao Geoghegan Hart | Ineos Grenadiers       | + 1 min 27 s     |
| 8.º | Carlos Rodríguez   | Ineos Grenadiers       | + 1 min 34 s     |
| 9.º | Simon Yates        | BikeExchange-Jayco     | + 1 min 52 s     |
| 10.º | João Almeida       | UAE Team Emirates      | + 1 min 54 s     |

### Clasificación por puntos
| Clasificación por puntos | Clasificación por puntos | Clasificación por puntos | Clasificación por puntos | Clasificación por puntos |
| Ciclista                 | Ciclista                 | Equipo                   | Puntos                   |                          |
| ------------------------ | ------------------------ | ------------------------ | ------------------------ | ------------------------ |
| 1.º                      | Sam Bennett              | Bora-Hansgrohe           | 127 pts                  |                          |
| 2.º                      | Mads Pedersen            | Trek-Segafredo           | 118 pts                  |                          |
| 3.º                      | Marc Soler               | UAE Team Emirates        | 47 pts                   |                          |
| 4.º                      | Primož Roglič            | Jumbo-Visma              | 41 pts                   |                          |
| 5.º                      | Remco Evenepoel          | Quick-Step Alpha Vinyl   | 41 pts                   |                          |
| 6.º                      | Enric Mas                | Movistar Team            | 37 pts                   |                          |
| 7.º                      | Fausto Masnada           | Quick-Step Alpha Vinyl   | 36 pts                   |                          |
| 8.º                      | Pascal Ackermann         | UAE Team Emirates        | 34 pts                   |                          |
| 9.º                      | Tim Merlier              | Alpecin-Deceuninck       | 34 pts                   |                          |
| 10.º                     | Daniel McLay             | Arkéa-Samsic             | 34 pts                   |                          |

### Clasificación de la montaña
| Clasificación de la montaña | Clasificación de la montaña | Clasificación de la montaña | Clasificación de la montaña | Clasificación de la montaña |
| Ciclista                    | Ciclista                    | Equipo                      | Puntos                      |                             |
| --------------------------- | --------------------------- | --------------------------- | --------------------------- | --------------------------- |
| 1.º                         | Victor Langellotti          | Burgos-BH                   | 13 pts                      |                             |
| 2.º                         | Jay Vine                    | Alpecin-Deceuninck          | 11 pts                      |                             |
| 3.º                         | Rubén Fernández Andújar     | Cofidis                     | 11 pts                      |                             |
| 4.º                         | Mark Padun                  | EF Education-EasyPost       | 10 pts                      |                             |
| 5.º                         | Remco Evenepoel             | Quick-Step Alpha Vinyl      | 6 pts                       |                             |
| 6.º                         | Roger Adrià                 | Equipo Kern Pharma          | 6 pts                       |                             |
| 7.º                         | Lawson Craddock             | BikeExchange-Jayco          | 5 pts                       |                             |
| 8.º                         | Marc Soler                  | UAE Team Emirates           | 5 pts                       |                             |
| 9.º                         | Joan Bou                    | Euskaltel-Euskadi           | 5 pts                       |                             |
| 10.º                        | Fausto Masnada              | Quick-Step Alpha Vinyl      | 5 pts                       |                             |

### Clasificación de los jóvenes
| Clasificación del mejor joven | Clasificación del mejor joven | Clasificación del mejor joven | Clasificación del mejor joven | Clasificación del mejor joven |
| Ciclista                      | Ciclista                      | Equipo                        | Tiempo                        |                               |
| ----------------------------- | ----------------------------- | ----------------------------- | ----------------------------- | ----------------------------- |
| 1.º                           | Remco Evenepoel               | Quick-Step Alpha Vinyl        | 20 h 50 min 07 s              |                               |
| 2.º                           | Juan Ayuso                    | UAE Team Emirates             | + 1 min 12 s                  |                               |
| 3.º                           | Pavel Sivakov                 | Ineos Grenadiers              | + 1 min 27 s                  |                               |
| 4.º                           | Carlos Rodríguez              | Ineos Grenadiers              | + 1 min 34 s                  |                               |
| 5.º                           | João Almeida                  | UAE Team Emirates             | + 1 min 54 s                  |                               |
| 6.º                           | Gino Mäder                    | Bahrain Victorious            | + 2 min 03 s                  |                               |
| 7.º                           | Thymen Arensman               | Team DSM                      | + 2 min 14 s                  |                               |
| 8.º                           | Sergio Higuita                | Bora-Hansgrohe                | + 2 min 22 s                  |                               |
| 9.º                           | Santiago Buitrago             | Bahrain Victorious            | + 5 min 15 s                  |                               |
| 10.º                          | Urko Berrade                  | Equipo Kern Pharma            | + 9 min 01 s                  |                               |

### Clasificación por equipos
| Clasificación por equipos | Clasificación por equipos          | Clasificación por equipos | Clasificación por equipos |
| Equipo                    | Equipo                             | Tiempo                    |                           |
| ------------------------- | ---------------------------------- | ------------------------- | ------------------------- |
| 1.º                       | UAE Team Emirates                  | 61 h 44 min 41 s          |                           |
| 2.º                       | Bahrain Victorious                 | + 10 s                    |                           |
| 3.º                       | Ineos Grenadiers                   | + 15 s                    |                           |
| 4.º                       | Movistar Team                      | + 34 s                    |                           |
| 5.º                       | Bora-Hansgrohe                     | + 1 min 10 s              |                           |
| 6.º                       | EF Education-EasyPost              | + 4 min 25 s              |                           |
| 7.º                       | Jumbo-Visma                        | + 5 min 55 s              |                           |
| 8.º                       | Intermarché-Wanty-Gobert Matériaux | + 8 min 45 s              |                           |
| 9.º                       | Astana Qazaqstan Team              | + 11 min 54 s             |                           |
| 10.º                      | Groupama-FDJ                       | + 16 min 54 s             |                           |

## Abandonos
Jan Hirt no tomó la salida tras haber dado positivo en COVID-19.